# 靖江市人民医院
靖江市人民医院，是中国江苏省的一所医院，为二级甲等医院，位于靖江市靖城康宁路37号。

## 规模
靖江市人民医院总床位351张，日门诊量650人次。